# Шиберний компресор
Шиберний компресор (роторно-пластинчастий) — компресор, у якому переміщення об'єму газу відбувається
за допомогою обертання ротора з набором пластин
(шиберів) в циліндричному корпусі (статорі).

## Конструкція
У конструкції є статор у вигляді порожнього круглого
циліндра і ексцентрично розміщений в порожнині статора
циліндричний ротор з поздовжніми пазами, всередині яких
поміщені радіально рухливі пластини. При обертанні
пластини з пазів притиснені до внутрішньої поверхні
статора відцентровою силою.

## Принцип дії
Стиснення повітря
відбувається в декількох порожнинах, які утворюють
статор, ротор і кожна пара суміжних пластин. Порожнини
зменшуються в об'ємі в напрямку обертання ротора. Впуск
повітря відбувається при максимальному виході пластин із
пазів і утворенні розрідження в порожнині максимального
об'єму. Далі на стадії стиснення об'єм порожнини
постійно зменшується до досягнення максимального
стиснення. Коли пластини проходять повз вихідний канал
відбувається викидання стисненого повітря.
Максимальний робочий тиск роторно-пластинчастого
компресора становить 15 бар.

## Переваги
Простота й надійність роторно-пластинчастого
компресора полягає в тому, що фізичні закони природно
працюють у цій конструкції. Пластини самі виходять з
пазів ротора під впливом відцентрових сил; масло
впорскується в камеру стиснення під дією внутрішнього
тиску в компресорі; масляна плівка на внутрішній поверхні
статора знижує тертя металу об метал при щільному
притисканні пластин до стінки статора і плоских торцевих
поверхонь ротора до торців статора. Конструктивне
рішення дозволяє уникнути сухого контакту металу з
металом під навантаженням. Проте після зупинки
компресора і простою в результаті відсутності мастила на
стінках стискаючого елемента існує ризик зносу пластин і
виходу з ладу компресора, особливо при частих зупинках
та при нерівномірному характері навантаження. Також
причиною виходу з ладу є підвищена запиленість на лінії
всмоктування при відсутності або пошкодженні
повітряного фільтра. Коли абразив потрапляє в камеру
стиснення знос прискорюється.
Роторно-пластинчасті компресори мають невисокий
рівень вібрації. Статор, ротор і пластини ротора у
компресорів зазвичай виготовлені з різних сортів
обробленого чавуну. Чавун міцний і добре тримає масляну
плівку при постійному режимі експлуатації. Ресурс до
заміни пластин досягає 16000…24000 годин, залежно від
умов експлуатації. Протягом всього експлуатаційного
терміну, незважаючи на неминучий знос пластин, робочі
характеристики ротаційного компресора залишаються
стабільними при правильній експлуатації.

## Недоліки
Не зважаючи на те, що виробництво роторно-
пластинчастого компресора значно простіше, ніж
гвинтового (через труднощі розробки, проєктування і
високу точність виробництва гвинтового елемента), виробників роторно-пластинчастих компресорів в десятки
разів менше, ніж виробників гвинтових компресорів.
Основною причиною є більш низька енергоефективність
роторно-пластинчастих компресорів, особливо для машин
потужністю понад 37 кВт.

## Виробники
Найбільшими
виробниками роторно-пластинчастих компресорів на
території Європи є фірми «Mattei» (Італія), «Hydrovane
Gardner Denver» (Німеччина), «Pneumofore» (Італія). Окрім
цього, налічується понад 10 виробників у Китаї.